# AWA World Tag Team Championship
O AWA World Tag Team Championship (em português: Campeonato Mundial de Duplas da AWA) foi um título mundial de duplas de luta livre profissional disputado na American Wrestling Association (AWA). O título foi criado em 1960 e aposentado com a falência da AWA em 1991.

## História
Quando a NWA Minneapolis Wrestling and Boxing Club, mais tarde conhecida como American Wrestling Association (AWA), dirigida por Verne Gagne, deixou a National Wrestling Alliance (NWA) em maio de 1960, Stan Kowalski e Tiny Mills foram reconhecidos como os primeiros detentores da versão de Minneapolis do título mundial de duplas da NWA. Em agosto, Kowalski e Mills foram reconhecidos como os primeiros campeões mundiais de duplas da AWA quando a empresa deixou de reconhecer campeões da NWA.

### Reinados
| #  | Dupla                                                       | Reinados | Data                    | Dias | Local           | Evento                     | Notas |
| -- | ----------------------------------------------------------- | -------- | ----------------------- | ---- | --------------- | -------------------------- | --- |
| 1  | Murder Incorporated (Stan Kowalski e Tiny Mills)            | 1        | Agosto de 1960          | —    | —               | —                          | Kowalski e Mills ganharam a versão de Minneapolis do título mundial de duplas da NWA quando Leo Nomellini e Verne Gagne vagaram o título por Nomellini deixar a National Wrestling Alliance (NWA). Murder Incorporated foram reconhecidos como os primeiros campeões após a American Wrestling Association (AWA) deixar de reconhecer campeões da NWA. |
| 2  | Hard Boiled Haggerty e Leo Montana                          | 1        | 4 de outubro de 1960    | 165  | Minneapolis, MN | Evento ao vivo             | |
| 3  | Hard Boiled Haggerty (2) e Gene Kiniski                     | 1        | 18 de março de 1961     | 66   | St. Paul, MN    | Evento ao vivo             | Leo Montana se lesionou. Haggerty escolheu Kiniski como novo parceiro. |
| 4  | Wilbur Snyder e Leo Nomellini                               | 1        | 23 de maio de 1961      | 57   | Minneapolis, MN | Evento ao vivo             | |
| 5  | Hard Boiled Haggerty (3) e Gene Kiniski                     | 2        | 19 de julho de 1961     | 20   | St. Paul, MN    | Evento ao vivo             | |
| —  | Vago                                                        | —        | 8 de agosto de 1961     | 49   | —               | —                          | Título vago após a separação de Hard Boiled Haggerty e Gene Kiniski devido a uma interferência desastrada de Haggerty em uma luta entre Kiniski e Verne Gagne em uma jaula. |
| 6  | Hard Boiled Haggerty (4) e Bob Geigel                       | 1        | 26 de setembro de 1961  | 51   | St. Paul, MN    | Evento ao vivo             | Haggerty derrotou Gene Kiniski para manter o título e escolheu Geigel como parceiro. |
| 7  | Dale Lewis e Pat Kennedy                                    | 1        | 16 de novembro de 1961  | 7    | Rochester, MN   | Evento ao vivo             | |
| 8  | Bob Geigel (2) e Otto Von Krupp                             | 1        | 23 de novembro de 1961  | —    | Rochester, MN   | Evento ao vivo             | |
| —  | Vago                                                        | —        | —                       | —    | —               | —                          | Título vago após lesão de Otto Von Krupp. |
| 9  | Duke Hoffman e Larry Hennig                                 | 1        | 15 de janeiro de 1962   | 39   | St. Paul, MN    | Evento ao vivo             | Derrotaram Ivan e Nikita Kalmikoff na final de um torneio de nove times pelo título vago. |
| 10 | Bob Geigel (3) e Stan Kowalski (2)                          | 1        | 23 de fevereiro de 1962 | 50   | Minneapolis, MN | Evento ao vivo             | |
| 11 | The Neilsons (Art Neilson e Stan Neilson)                   | 1        | 14 de abril de 1962     | 246  | Cincinnati, OH  | Evento ao vivo             | |
| 12 | Mr. High e Mr. Low                                          | 1        | 16 de dezembro de 1962  | 16   | St. Paul, MN    | Evento ao vivo             | |
| 13 | The Kalminoffs (Ivan e Karol Kalminoff)                     | 1        | 1 de janeiro de 1963    | 231  | Minneapolis, MN | Evento ao vivo             | |
| 14 | Dick the Bruiser e The Crusher                              | 1        | 20 de agosto de 1963    | 173  | Minneapolis, MN | Evento ao vivo             | |
| 15 | Verne Gagne e Moose Evans                                   | 1        | 9 de fevereiro de 1964  | 14   | Minneapolis, MN | Evento ao vivo             | |
| 16 | Dick the Bruiser e The Crusher                              | 2        | 23 de fevereiro de 1964 | 343  | St. Paul, MN    | Evento ao vivo             | |
| 17 | Harley Race e Larry Hennig (2)                              | 1        | 31 de janeiro de 1965   | 174  | Minneapolis, MN | Evento ao vivo             | |
| 18 | The Crusher (3) e Verne Gagne (2)                           | 1        | 24 de julho de 1965     | 14   | Minneapolis, MN | Evento ao vivo             | |
| 19 | Harley Race (2) e Larry Hennig (3)                          | 2        | 7 de agosto de 1965     | 294  | Minneapolis, MN | Evento ao vivo             | |
| 20 | Dick the Bruiser e The Crusher (4)                          | 3        | 28 de maio de 1966      | 223  | Minneapolis, MN | Evento ao vivo             | |
| 21 | Harley Race (3) e Larry Hennig (4)                          | 3        | 6 de janeiro de 1967    | 299  | Chicago, IL     | Evento ao vivo             | |
| 22 | Harley Race (4) e Chris Markoff                             | 1        | 1 de novembro de 1967   | 2    | —               | Evento ao vivo             | Larry Hennig se lesionou. Race escolheu Markoff como substituto. |
| 23 | Pat O'Connor e Wilbur Snyder (2)                            | 1        | 3 de novembro de 1967   | 29   | Chicago, IL     | Evento ao vivo             | |
| 24 | Mitsu Arakawa e Dr. Moto                                    | 1        | 2 de dezembro de 1967   | 392  | Chicago, IL     | Evento ao vivo             | |
| 25 | Dick the Bruiser e The Crusher (5)                          | 4        | 28 de dezembro de 1966  | 245  | Chicago, IL     | Evento ao vivo             | |
| 26 | The Vachons (Mad Dog Vachon e Butcher Vachon)               | 1        | 30 de agosto de 1969    | 623  | Chicago, IL     | Evento ao vivo             | |
| 27 | Red Bastien e Hercules Cortez                               | 1        | 15 de maio de 1971      | 39   | Milwaukee, WI   | Evento ao vivo             | |
| 28 | Red Bastien (2) e The Crusher (6)                           | 1        | Agosto de 1971          | —    | —               | Evento ao vivo             | Com a morte de Hercules Cortez em um acidente automotivo em 23 de junho de 1971, Bastien escolheu Crusher como novo parceiro. |
| 29 | Nick Bockwinkel e Ray Stevens                               | 1        | 20 de janeiro de 1972   | 300  | Denver, CO      | Evento ao vivo             | |
| 30 | Billy Robinson e Ed Francis                                 | 1        | 15 de novembro de 1972  | —    | Honolulu, HI    | Evento ao vivo             | |
| 31 | Nick Bockwinkel e Ray Stevens                               | 2        | Dezembro de 1972        | —    | —               | Evento ao vivo             | Quando Billy Robinson e Ed Francis não conseguiram defender o título, os cinturões foram devolvidos para Bockwinkel e Stevens. |
| 32 | Billy Robinson (2) e Verne Gagne (3)                        | 1        | 30 de dezembro de 1972  | 7    | Minneapolis, MN | Evento ao vivo             | |
| 33 | Nick Bockwinkel e Ray Stevens                               | 3        | 6 de janeiro de 1973    | 561  | St. Paul, MN    | Evento ao vivo             | |
| 34 | Billy Robinson (3) e The Crusher (7)                        | 1        | 21 de julho de 1974     | 95   | Green Bay, WI   | Evento ao vivo             | |
| 35 | Nick Bockwinkel e Ray Stevens                               | 2        | 24 de outubro de 1974   | 296  | Winnipeg, CAN   | Evento ao vivo             | |
| 36 | Dick the Bruiser e The Crusher (8)                          | 6        | 16 de agosto de 1975    | 342  | Chicago, IL     | Evento ao vivo             | |
| 37 | Blackjack Lanza e Bobby Duncum                              | 1        | 23 de julho de 1976     | 349  | Chicago, IL     | Evento ao vivo             | |
| 38 | The High Flyers (Greg Gagne e Jim Brunzell)                 | 1        | 7 de julho de 1977      | 443  | Winnipeg, CAN   | Evento ao vivo             | |
| 39 | Pat Patterson e Ray Stevens (3)                             | 1        | 23 de setembro de 1978  | 256  | —               | Evento ao vivo             | Título lhes dado após Jim Brunzell se lesionar. |
| 40 | Verne Gagne (4) e Mad Dog Vachon (2)                        | 1        | 6 de junho de 1979      | 70   | Winnipeg, CAN   | Evento ao vivo             | |
| 41 | Stan Hansen e Bobby Duncum (2)                              | 1        | 15 de agosto de 1979    | —    | Winnipeg, CAN   | Evento ao vivo             | |
| 42 | Verne Gagne (5) e Mad Dog Vachon (3)                        | 2        | 1979                    | —    | —               | Evento ao vivo             | |
| 43 | The East-West Connection (Adrian Adonis e Jesse Ventura)    | 1        | 20 de julho de 1980     | 329  | Denver, CO      | Evento ao vivo             | Venceram o título após Verne Gagne não aparecer para a luta de defesa. |
| 44 | The High Flyers (Greg Gagne e Jim Brunzell)                 | 2        | 14 de junho de 1981     | 742  | Green Bay, WI   | Evento ao vivo             | |
| 45 | The Sheiks (Jerry Blackwell e Ken Patera)                   | 1        | 26 de junho de 1983     | 315  | Minneapolis, MN | Evento ao vivo             | |
| 46 | The Crusher (9) e Baron Von Raschke                         | 1        | 6 de maio de 1984       | 111  | Green Bay, WI   | Evento ao vivo             | |
| 47 | Road Warriors (Hawk e Animal)                               | 1        | 25 de agosto de 1984    | 400  | Las Vegas, NV   | Evento ao vivo             | |
| 48 | Steve Regal e Jimmy Garvin                                  | 1        | 29 de setembro de 1985  | 111  | St. Paul, MN    | Evento ao vivo             | |
| 49 | Curt Hennig e Scott Hall                                    | 1        | 18 de janeiro de 1986   | 119  | Albuquerque, NM | Evento ao vivo             | |
| 50 | Buddy Rose e Doug Somers                                    | 1        | 17 de maio de 1986      | 255  | Hammond, IN     | AWA All-Star Wrestling     | |
| 51 | The Midnight Rockers (Shawn Michaels e Marty Jannetty)      | 1        | 27 de janeiro de 1987   | 483  | St. Paul, MN    | Evento ao vivo             | |
| 52 | Soldat Ustinov e Boris Zhukov                               | 1        | 25 de maio de 1987      | —    | Lago Tahoe, NV  | Evento ao vivo             | |
| 53 | Soldat Ustinov (2) e Doug Somers (2)                        | 1        | Outubro de 1987         | —    | —               | Evento ao vivo             | Somers substituiu Boris Zhukov, que deixou a companhia pela World Wrestling Federation (WWF). |
| 54 | Jerry Lawler e Bill Dundee                                  | 1        | 11 de outubro de 1987   | 8    | Memphis, TN     | Evento ao vivo da CWA      | |
| 55 | Hector Guerrero e Dr. D                                     | 1        | 19 de outubro de 1987   | 7    | Memphis, TN     | Evento ao vivo da CWA      | |
| 56 | Jerry Lawler e Bill Dundee                                  | 2        | 26 de outubro de 1987   | 4    | Memphis, TN     | Evento ao vivo da CWA      | |
| 57 | The Original Midnight Express (Randy Rose e Dennis Condrey) | 1        | 30 de outubro de 1987   | 58   | Whitewater, WI  | AWA Championship Wrestling | |
| 58 | The Midnight Rockers (Shawn Michaels e Marty Jannetty)      | 2        | 27 de dezembro de 1987  | 50   | Las Vegas, NV   | AWA Championship Wrestling | |
| —  | Vago                                                        | —        | 15 de fevereiro de 1988 | 7    | Memphis, TN     | AWA Championship Wrestling | Título vago após final inconclusivo de um combate entre os Midnight Rockers e o Rock 'n' Roll Express (Robert Gibson e Ricky Morton). |
| 59 | The Midnight Rockers (Shawn Michaels e Marty Jannetty)      | 3        | 22 de fevereiro de 1988 | 26   | Memphis, TN     | AWA Championship Wrestling | Derrotaram o Rock 'n' Roll Express (Robert Gibson e Ricky Morton) em uma revanche. |
| 60 | Badd Company (Pat Tanaka e Paul Diamond)                    | 1        | 19 de março de 1988     | 371  | Las Vegas, NV   | AWA Championship Wrestling | |
| 61 | Olympians (Ken Patera (2) e Brad Rheingans)                 | 1        | 25 de março de 1989     | 176  | Rochester, MN   | AWA Championship Wrestling | |
| —  | Vago                                                        | —        | 18 de setembro de 1989  | 13   | —               | —                          | Título vago após Ken Patera se lesionar em uma luta contra Wayne Bloom e Mike Enos. |
| 62 | The Destruction Crew (Wayne Bloom e Mike Enos)              | 1        | 1 de outubro de 1989    | 314  | Rochester, MN   | AWA Championship Wrestling | Derrotaram Paul Diamond e Greg Gagne na final de um torneio. |
| 63 | DJ Peterson e The Trooper                                   | 1        | 11 de agosto de 1990    | —    | Rochester, MN   | AWA Championship Wrestling | |
| —  | Desativado                                                  | —        | 1991                    | —    | —               | —                          | Título desativado após o fechamento da American Wrestling Association (AWA). |